# آیدین دوغان
آیدین دوغان (انگلیسی: Aydın Doğan؛ زادهٔ ۱۵ آوریل ۱۹۳۶) کارآفرین، بازرگان و مدیر ارشد اجرایی اهل ترکیه است، که در سال ۱۹۸۰ شرکت دوغان هولدینگ را تأسیس نمود.